# Liste der Kirchengebäude im Dekanat Pocking
Liste der Kirchengebäude im Dekanat Pocking im Bistum Passau.

## Liste der Kirchengebäude
| Bild    | Kirchenart                                       | Ort                                      | Patrozinium                       | Pfarrverband                                                        | Nebenkirchen und Kapellen | Orden | Anmerkungen |
| ------- | ------------------------------------------------ | ---------------------------------------- | --------------------------------- | ------------------------------------------------------------------- | --- | ----- | --- |
|         | Pfarrkirche                                      | Bad Füssing                              | Hl. Geist                         | Bad Füssing – Würding – Aigen am Inn – Kircham – Expositur Egglfing | |       | Da diese Kirche in den Jahren 1964–1967 errichtet wurde, zählt sie zu den jüngeren Kirchengebäuden des Dekanates. Besonders hervorzuheben ist der nicht an das Kirchengebäude angrenzende Glockenturm (Campanile). |
|         | Pfarrkirche                                      | Würding (Bad Füssing)                    | Mariä Himmelfahrt                 | Bad Füssing – Würding – Aigen am Inn – Kircham – Expositur Egglfing | |       | |
|         | Pfarrkirche                                      | Aigen am Inn (Bad Füssing)               | St. Stephan                       | Bad Füssing – Würding – Aigen am Inn – Kircham – Expositur Egglfing | Mariä Himmelfahrt zu St. Leonhard (Aigen am Inn) |       | |
|         | Wallfahrtskirche                                 | Aigen am Inn (Bad Füssing)               | Mariä Himmelfahrt zu St. Leonhard | Bad Füssing – Würding – Aigen am Inn – Kircham – Expositur Egglfing | Pfarrkirche |       | |
|         | Pfarrkirche                                      | Kirchham                                 | St. Martin                        | Bad Füssing – Würding – Aigen am Inn – Kircham – Expositur Egglfing | |       | |
|         | Filialkirche                                     | Egglfing am Inn (Bad Füssing)            | St. Michael                       | Bad Füssing – Würding – Aigen am Inn – Kircham – Expositur Egglfing | |       | |
|         | Stadtpfarrkirche                                 | Bad Griesbach im Rottal                  | Heilige Familie                   | Bad Griesbach – Karpfham – Weng – Reutern – Sankt Salvator          | Friedhofskirche St. Michael, Wallfahrtskirche Maria Schutz, Emmauskirche |       | |
|         | Friedhofskirche                                  | Bad Griesbach im Rottal                  | St. Michael                       | Bad Griesbach – Karpfham – Weng – Reutern – Sankt Salvator          | |       | |
|         | Wallfahrtskirche Maria Schutz der Christen       | Bad Griesbach im Rottal                  | St. Maria                         | Bad Griesbach – Karpfham – Weng – Reutern – Sankt Salvator          | |       | |
|         | Pfarrkirche                                      | Karpfham (Bad Griesbach im Rottal)       | Mariä Himmelfahrt                 | Bad Griesbach – Karpfham – Weng – Reutern – Sankt Salvator          | Ökumenische Emmauskirche (Kurgebiet), Vierzehn-Nothelfer-Kapelle (Kampfham), Ökumenische Kapelle St. Stephan von Ungarn (Kurgebiet), Hauskapelle im Reha-Zentrum Passauer Wolf (Kurgebiet), Kapelle in Parnham, Niedernhuber Kapelle (Gerau), Kapelle in Poigham, Kapelle in Singham |       | |
|         | Emmauskirche im ökumenischen Kurseelsorgezentrum | Bad Griesbach im Rottal                  | Emmaus                            | Bad Griesbach – Karpfham – Weng – Reutern – Sankt Salvator          | |       | |
|         | Pfarrkirche                                      | Weng (Bad Griesbach im Rottal)           | St. Johannes der Täufer           | Bad Griesbach – Karpfham – Weng – Reutern – Sankt Salvator          | Wallfahrtskirche St. Wolfgang (St. Wolfgang), Nebenkirche Hl. Konrad von Parzham am Bruder-Konrad-Hof in Parzham, Krieger-Kapelle (Weng), Bruder-Konrad-Kapelle (Niederweng), Kapelle in Aicha im Tal, zwei Kapellen in Buchet                                                       |       | |
| weitere | Pfarrkirche                                      | Reutern (Bad Griesbach im Rottal)        | St. Valentin                      | Bad Griesbach – Karpfham – Weng – Reutern – Sankt Salvator          | Wieskapelle „Heiligste Dreifaltigkeit“ (Reutern), Kapellen in Adlmörting, Zachsdorf, Dobl und Neukl |       | |
|         | Pfarrkirche                                      | Sankt Salvator (Bad Griesbach im Rottal) | Hl. Dreifaltigkeit                | Bad Griesbach – Karpfham – Weng – Reutern – Sankt Salvator          | Kapellen in Aicha, Bergham und Grillenöd |       | |
|         | Pfarrkirche                                      | Bad Höhenstadt (Fürstenzell)             | Mariä Himmelfahrt                 | Bad Höhenstadt – Engertsham – Fürstenzell – Jägerwirth              | |       | |
|         | Pfarrkirche                                      | Engertsham (Fürstenzell)                 | St. Michael                       | Bad Höhenstadt – Engertsham – Fürstenzell – Jägerwirth              | Kapelle St. Maria |       | |
|         | Pfarrkirche                                      | Fürstenzell                              | Mariä Himmelfahrt                 | Bad Höhenstadt – Engertsham – Fürstenzell – Jägerwirth              | |       | |
|         | Pfarrkirche                                      | Jägerwirth (Fürstenzell)                 | Hl. Familie                       | Bad Höhenstadt – Engertsham – Fürstenzell – Jägerwirth              | |       | |
|         | Pfarrkirche                                      | Haarbach                                 | St. Martin                        | Haarbach – Rainding – Uttlau – Wolfakirchen                         | Filialkirche St. Stephanus in Bergham |       | |
|         | Pfarrkirche                                      | Rainding (Haarbach)                      | St. Michael                       | Haarbach – Rainding – Uttlau – Wolfakirchen                         | |       | |
|         | Pfarrkirche                                      | Oberuttlau (Haarbach)                    | St. Andreas                       | Haarbach – Rainding – Uttlau – Wolfakirchen                         | |       | |
|         | Pfarrkirche                                      | Wolfakirchen (Haarbach)                  | Mariä Himmelfahrt                 | Haarbach – Rainding – Uttlau – Wolfakirchen                         | |       | |
|         | Wehrkirche Kößlarn                               | Kößlarn                                  | Hl. Dreifaltigkeit                | Kößlarn – Malching                                                  | |       | Liste der Baudenkmäler in Kößlarn |
|         | Pfarrkirche                                      | Malching                                 | St. Ägidius                       | Kößlarn – Malching                                                  | |       | Liste der Baudenkmäler in Malching |
|         | Pfarrkirche                                      | Mittich (Neuhaus am Inn)                 | Mariä Himmelfahrt                 | Mittich – Neuhaus am Inn – Vornbach                                 | |       | |
|         | Pfarrkirche                                      | Neuhaus am Inn                           | St. Severin                       | Mittich – Neuhaus am Inn – Vornbach                                 | |       | Liste der Baudenkmäler in Neuhaus am Inn |
| weitere | Pfarrkirche                                      | Vornbach (Neuhaus am Inn)                | Mariä Himmelfahrt                 | Mittich – Neuhaus am Inn – Vornbach                                 | Friedhofskirche St. Martin |       | |
|         | Pfarrkirche                                      | Dommelstadl (Neuburg am Inn)             | Hl. Dreifaltigkeit                | Dommelstadl – Neukirchen am Inn                                     | |       | |
|         | Pfarrkirche                                      | Neukirchen am Inn (Neuburg am Inn)       | St. Johannes der Täufer           | Dommelstadl – Neukirchen am Inn                                     | |       | Liste der Baudenkmäler in Neuburg am Inn |
|         | Pfarrkirche                                      | Hartkirchen (Pocking)                    | St. Peter                         | Hartkirchen am Inn – Pocking – Schönburg                            | |       | |
|         | Pfarrkirche                                      | Pocking                                  | St. Ulrich                        | Hartkirchen am Inn – Pocking – Schönburg                            | |       | Liste der Baudenkmäler in Pocking |
|         | Pfarrkirche                                      | Schönburg (Pocking)                      | St. Laurentius                    | Hartkirchen am Inn – Pocking – Schönburg                            | |       | |
|         | Pfarrkirche                                      | Asbach (Rotthalmünster)                  | St. Matthäus                      | Asbach – Rotthalmünster – Weihmörting                               | |       | |
|         | Pfarrkirche                                      | Rotthalmünster                           | Mariä Himmelfahrt                 | Asbach – Rotthalmünster – Weihmörting                               | Wieskapelle |       | Liste der Baudenkmäler in Rotthalmünster |
|         | Pfarrkirche                                      | Weihmörting (Rotthalmünster)             | St. Martin                        | Asbach – Rotthalmünster – Weihmörting                               | |       | |
|         | Filialkirche                                     | Kühnham (Pocking)                        | St. Martin                        | Asbach – Rotthalmünster – Weihmörting                               | |       | Filialkirche der Pfarrei Weihmörting (seit 1818) |
|         | Pfarrkirche                                      | Berg (Ruhstorf an der Rott)              | Mariä Himmelfahrt                 | Berg – Hader – Ruhstorf an der Rott – Sulzbach am Inn – Tettenweis  | |       | |
|         | Filialkirche                                     | Eholfing (Ruhstorf an der Rott)          | St. Vitus                         | Berg – Hader – Ruhstorf an der Rott – Sulzbach am Inn – Tettenweis  | |       | |
|         | Pfarrkirche                                      | Hader (Ruhstorf an der Rott)             | St. Philippus und St. Jakobus     | Berg – Hader – Ruhstorf an der Rott – Sulzbach am Inn – Tettenweis  | |       | |
|         | Pfarrkirche                                      | Ruhstorf an der Rott                     | Christus der König                | Berg – Hader – Ruhstorf an der Rott – Sulzbach am Inn – Tettenweis  | Mariä Himmelfahrt |       | Liste der Baudenkmäler in Ruhstorf an der Rott |
| weitere | Pfarrkirche                                      | Sulzbach am Inn (Ruhstorf an der Rott)   | St. Stephanus                     | Berg – Hader – Ruhstorf an der Rott – Sulzbach am Inn – Tettenweis  | |       | |
|         | Pfarrkirche                                      | Tettenweis                               | St. Martin                        | Berg – Hader – Ruhstorf an der Rott – Sulzbach am Inn – Tettenweis  | |       | Liste der Baudenkmäler in Tettenweis |